# هریدوک
هریدوک، روستایی در دهستان لاشار جنوبی بخش پیپ شهرستان لاشار در استان سیستان و بلوچستان ایران است.
از آثار معروف و تاریخی این روستا، می‌توان به قلعه هریدوک معروف به کلا گلوک اشاره کرد که به ثبت میراث فرهنگی نیز رسیده‌است. این قلعه مربوط به دوره قاجار و به شماره ۷۲۶۲ در اداره میراث فرهنگی به ثبت رسیده‌است.

## جمعیت
بر پایه سرشماری عمومی نفوس و مسکن در سال ۱۳۹۵، جمعیت این روستا برابر با ۱٬۵۶۹ نفر (۳۹۷ خانوار) بوده‌است.